# Семахин, Александр Александрович
Александр Александрович Семахин (10 января 1995) — российский футболист, полузащитник.
На юношеском уровне играл за «Витязь» Подольск и ЦСКА. Зимой 2013/14 перешёл в эстонский клуб «Веллдорис» и сразу был отдан в аренду в «Инфонет». В чемпионате 2014 года провёл за команду 29 игр, забил два мяча. В следующем году подписал с клубом полноценный контракт, сыграл в 19 матчах. В 2016 году перешёл в «Калев» Силламяэ, за который в марте-июле 2016 года провёл 7 матчей.
В 2017 году выступал в любительских соревнованиях Москвы за «Титан» и ФК «Москва», а также в студенческих соревнованиях за МГПУ. С 2022 года игрок в медиафутболе. Сначала был в ФК «Деньги», затем перешёл в Fight Nights.